# 김정일정치군사대학
김정일정치군사대학(金正日政治軍事大學)은 조선민주주의인민공화국 평양시 근교 산속에 있는 대학교이며, 주로 공작원 훈련교육을 위해 설립되었다고 한다. 구명칭은 금성정치군사대학(金星政治軍事大學)이었으며, 여기서 '금성'(金星)은 김일성을 의미한다.

## 출신인
- 안명진
- 대한항공 858편 폭파 사건
  - 김현희
  - 김승일

## 같이 보기
- 김일성종합대학